# Kitchener, Ontario
Kitchener ali City of Kitchener (Mesto Kitchener) (IPA: [ˈkɪtʃɨnər]) je mesto v pokrajini Ontario, Kanada. Od 1854 do 1912 je nosilo ime Town of Berlin, od 1912 do 1916 pa City of Berlin.